# Ceramică de Săcel
Ceramica de Săcel este un tip de ceramică tipic comunei Săcel din județul Maramureș. Se caracterizează îndeosebi prin culoarea roșie, dar și prin păstrarea unor forme tradiționale.

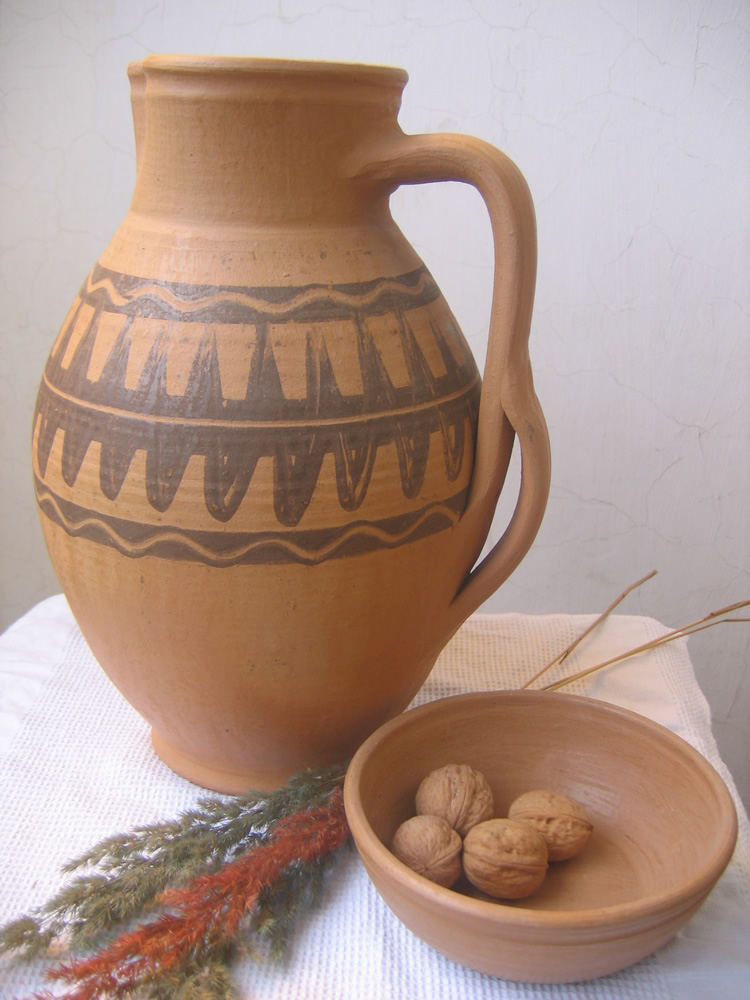
Ceramică de Săcel

## Caracteristici
În localitatea maramureșeană Săcel de pe Valea Izei, într-o gospodărie țărănească tradițională din Maramureș, se confecționează într-un atelier rudimentar, obiecte de ceramică nesmălțuită roșie. Vasele meșterului Tănase Buhnar prezintă caracteristici tehnice și estetice de factură dacică, fiind arse într-un cuptor în pămînt, vechi de circa 300 de ani, care este ultimul din Maramureșul istoric. 
Au mai existat importante centre de olărit în Bârsana, Bogdan Vodă, Dragomirești, Ieud, precum și la Vișeu de Sus și Sighet. În celelalte regiuni, se produceau obiecte de ceramică la Târgu Lăpuș, Lăpușu Românesc, Dămăcușeni, Berința, Baia Sprie și Baia Mare. 
În opinia specialiștilor, ceramica de Săcel „ocupă un loc unic în ansamblul centrelor producătoare de ceramică din țara noastră”, nu atât prin faptul că este „arsă la roșu”, cât prin tehnicile de decorare - prin lustruire și prin pictare: „Atrage atenția în mod deosebit tehnica folosită în epoci îndepărtate ale istoriei - La Tene-ul dacic” (Florea Bobu Florescu, 1963).
Lutul este extras de la o adâncime de 10 m, dintr-un loc numit Drovădeanu, folosindu-se o combinație de lut gras și lut roșu, pasta obținută devenind impermeabilă în urma tratamentelor ulterioare - arderea și lustruirea. Vopseaua folosită este obținută dintr-un pământ colorat natural, pe care meșterul îl pisează cu o lespede de piatră și îl înmoaie în apă (v. M. Dăncuș, 1986).
Ornamentul pictat este format din linii orizontale („în șir”) și vălurite („în zimți”), uneori frântă până la unghi ascuțit, dispuse în partea superioară, la locul de întâlnire a torții, spre gura vasului (v. Janeta Ciocan, 1980). 
După ce vasul se taie de pe „crâng” (partea superioară a roții olarului), suprafața exterioară a vasului este frecată cu „bghicașul” (o piatră albă de râu) pentru a-i da luciu și astupa porozitățile. Abia după câteva săptămîni vasele sunt arse în cuptor preț de o zi și o noapte” (I. Vlăduțiu, 1973).
De remarcat faptul că produsele obținute au, mai întâi de toate, un rol funcțional (pentru prepararea hranei, pentru păstrat laptele și apa, pentru transportul mâncării la câmp, etc.); doar turiștii achiziționează ceramica pictată ca elemente de decor, nebănuind chiar valențele terapeutice ale utilizării acestor produse în gastronomie.
Cei mai buni ambasadori ai produselor maramureșene sunt chiar turiștii care au străbătut, la un moment dat, acest ținut fabulos.